# Forkenbeck
Koordinaten: 54° 10′ N, 12° 42′ O
Forkenbeck ist ein Ortsteil der Gemeinde Eixen im Landkreis Vorpommern-Rügen im Norden Mecklenburg-Vorpommerns.

## Geografie
Dorf Eixen liegt zwischen Semlow und Eixen an der Landesstraße 22 sowie zwischen Bisdorf und Ravenhorst. Das Dorf liegt eingebettet zwischen zahlreichen Äckern und Wiesen. In Richtung Ravenhorst ist ein großes Waldstück zu finden, welches bis nach Schlemmin reicht. In der Nähe befindet sich auch der Eixener See.

## Geschichte
Schon im 10. Jahrhundert findet sich Vorkonbikie im Heberegister des Klosters Freckenhorst: von dort hat ein Geba (Gebhard) jährlich zu liefern „zwei Malter gemahlene Gerste“. Erneut wird das Dorf Forkenbeck in Westfalen, das heute zur Stadt Warendorf im Münsterland gehört, urkundlich 1226 erwähnt. Aus diesem Dorf stammt Ritter Arnoldus de Vorkenbeke, der in das Fürstentum Rügen ging. Die Witwe von Arnoldus, sowie deren Söhne Johannes und Reynolt traten 1284 ihre Ansprüche auf eine Hufe in Brandshagen ab. 1310 wurde Hinricus Vorkenbeke in Stralsund geächtet. Die Familie tritt danach nicht weiter auf.

Möglicherweise entwickelte sich aus dieser Familie die Familie von Forckenbeck, aus der auch der Berliner Bürgermeister Max von Forckenbeck stammt. 1320 und 1321 erwarb Hinricus VI. von dem Hagen Einkünfte in Forkenbeck und umliegenden Dörfern.
Die von Hagens besaßen das Dorf bis 1370, verkauften es dann an die Familie von Behr, Neuhofer Linie, bis zu deren Aussterben 1560. Die Erblinien der Familie von Behr, Nustrow-Semlow und Hugoldsdorf, stritten sich darum, schlussendlich gewannen die Hugoldsdorfer. Diese teilten das Dorf. Ein Anteil dessen geplante 1603 an die Semlower Linie, der restliche Teil 1636. Als Christoph von Behr 1650 in Semlow verstarb, wurde Forkenbeck an seine Tochter Anna als Pfandbesitz vergeben, die in Schlemmin mit Otto von Thun verheiratet war. Von der Familie von Thun ging es in die Familie von Normann über. 1704 gelangte das Dorf wieder an die Familie von Behr in Semlow zurück.
1696 waren 8 Familien im Dorfe ansässig. 1802 war Forkenbeck im Besitz der Familie von Behr-Negendank auf Semlow. 1862 war Graf von Behr-Negendank, Großherzoglicher Mecklenburgischer Kammerherr auf Passow bei Lübz der Besitzer von Forkenbeck, Kavelsdorf und Ravenhorst. Diese Dörfer bildeten seit 1785 einen Fideikommiss.
Vor der Dorfkirche Semlow befinden sich zwei Grabhügel. Im linken ruht Georg Fürstenow († 1869) mit seiner Gattin Louise, geb. Behringer. Die Grabplatte weist ihn als Pächter zu Forkenbeck aus.
Im 20. Jahrhundert wurde das Dorf aufgesiedelt. An der Straße zwischen Semlow und Eixen sowie nach Bisdorf entstanden in den 1920er-Jahren etliche Neubauernstellen. Die Siedler kamen aus Ost-, Süd- und Westdeutschland. Das alte Dorf bestand bis dahin nur aus dem Gutshof rund um den Dorfteich sowie den Häusern an der Dorfstraße und dem Forsthaus beim Kesselsaal. Nach Kriegsende kamen Flüchtlinge u. a. aus Galizien hier her. Nach der Bodenreform konnte das Land neu verteilt werden. 1952 entstand die LPG Rosa Luxemburg (Typ I), die sich später mit der LPG Eixen vereinigte. Landwirtschaft war schon immer der vorherrschende Erwerbszweig in Forkenbeck und Umgebung.
2011 hatte Forkenbeck 118 Einwohner.

## Sehenswürdigkeiten
- Turmhügel Forkenbeck: Der Ursprung des Dorfes lag wohl bei der sogenannten „Räuberhöhle“, welche sich hinter der großen Scheune befindet. Es handelt sich um einen frühdeutschen Turmhügel, der wohl noch vom Ritter Arnoldus de Vorkenbeke angelegt wurde. Im Laufe der Jahre entstanden etliche Sagen um diesen Hügel, allein der Name sagt schon einiges aus. Ob sich hier aber tatsächlich Räuber versteckt haben, ist ungewiss. Gemutmaßt wurde auch über einen geheimen Gang zur Kirche Eixen. Ein solcher konnte aber nicht nachgewiesen werden. Auf dem Hügel steht eine mächtige, unter Naturschutz stehende Eiche.

- Gutshof: Vor dem Dorfteich befindet sich die große Scheune, das größte Bauwerk in Forkenbeck, sowie der Gutshof, ein Dreiseithof. Das Gutshaus liegt in der Mitte. Dieses einstöckige verputzte Fachwerkhaus mit Krüppelwalmdach wurde um 1800 errichtet.